# Alanina
Alanina (ALA ou A) é um dos aminoácidos que formam as proteínas nos seres vivos. Pode ser classificada como um aminoácido alifático, possuindo apenas o radical metil como cadeia lateral e hidrofóbico.
Ela desempenha um papel importante na transferência de azoto a partir de tecidos periféricos para o fígado, ajuda no metabolismo da glicose, um hidrato de carbono simples que o organismo utiliza para a energia, protege contra a acumulação de substâncias tóxicas que são libertadas nas células musculares quando proteína muscular quebra rapidamente para atender às necessidades de energia, como o que acontece com o exercício aeróbico, fortalece o sistema imunológico, produzindo anticorpos.

## Estrutura
A alanina é o nome comum para o ácido 2-aminopropanóico. O grupo variável ligado ao carbono α, que distingue um aminoácido de outro, e neste caso é um grupo metilo. Este grupo confere um carácter hidrofóbico à alanina, classificando-se esta como aminoácido alifático. Pela mesma razão, é estruturalmente um dos aminoácidos mais simples.

## Síntese
A transferência de um grupo amina para o piruvato resulta na síntese de alanina in vivo. Assim, a alanina possui uma relação próxima a vias metabólicas como a glicólise, a gluconeogénese e o ciclo dos ácidos tricarboxílicos.

## Função
Quando fazendo parte de uma proteína, a alanina não é um aminoácido muito reactivo, devido à limitada reactividade do grupo metilo em situações fisiológicas. É por isso uma opção quando se efectuam estudos de mutagénese dirigida destinados a revelar a função de um aminoácido mais reactivo - a substituição deste por alanina possibilita a existência de um aminoácido na cadeia polipeptídica mas sem função reaccional.
Apesar da sua pouca reactividade química, a alanina pode ter funções de reconhecimento de substratos ou reguladores alostéricos em sítios activos ou de regulação em enzimas.
A Alanina atua no reconhecimento de substratos ou reguladores alostéricos em sítios ativos ou de regulação de enzimas; No metabolismo do Tripitofano e da Vitamina Piridoxina; Síntese protéica. Reduz o colesterol em ratos. Participa da Gliconeogênese.
Além disso, a alanina também atua como transportador dos íos amônio produzidos no músculos para o fígado, pela aminação do piruvato em alanina, o posterior transporte desta para o fígado e a desaminaçao desta através da reação com o alfa-cetoglutarato (transaminação), formando como produtos o glutamato( que será usado no ciclo da uréia) e o piruvato novamente.